# 国鉄レ350形貨車
レ350形貨車（レ350がたかしゃ）は、1917年（大正6年）から1923年（大正12年）にかけて有蓋車からの改造で製作された、日本国有鉄道の前身である鉄道省の冷蔵車である。

## 概要
大正時代に入ると、貨車の大型化が進行し、15t積有蓋車のワム23000形（後のワム1形）などが登場した。一方で従来からの小形の貨車の増トン改造工事も進められ、さらに家畜車、通風車などの特殊貨車については在来形式の貨車からの改造で賄うことになった。この一環として冷蔵車についても旧型の有蓋車からの改造が行われることになった。
改造の種車とされたのは、山陽鉄道から引き継がれたワ7543形式8t - 9t積有蓋車で、合計239両が改造された。改造は大宮工場、四日市工場、鷹取工場の3箇所で行われた。山陽鉄道の有蓋車は、屋根が三角形になっているのが特徴で、同時期に同じく元山陽鉄道の有蓋車から改造された通風車ツワ22550形（後のツ1形）と共にその特徴を引き継いで三角屋根となった。一方で有蓋車のまま残された車両はその後の増トン工事で三角屋根を丸屋根に改造したため、三角屋根の特徴が昭和になるまで残されたのはこれらの改造車だけとなった。
改造時点の形式はレソ25280形で、レソ25280 - レソ25518の番号が与えられている。全長6,309mm、全幅2,438mm、全高3,566mm、荷重7tで、冷却方式は妻半氷槽式、断熱材はフェルトに加えて初めてコルクが用いられている。
両数的にまとまっていたこともあり、大正中期における代表的冷蔵車として活躍した。その後12t積の冷蔵車の登場などにより次第に淘汰が進められた。1928年（昭和3年）の称号規定改正ではレ350形となり、残存していた228両がレ350 - レ577となった。しかし、1931年（昭和6年）に老朽貨車の整理が行われて、山陽鉄道からの引き継ぎ貨車をベースとする本形式は車齢が高いこともあってその対象となり、残存車両219両が一斉に廃車されて形式消滅となった。これは、日本の冷蔵車で最初の形式消滅である。